# الحرب العثمانية القاجارية (1821-1823)

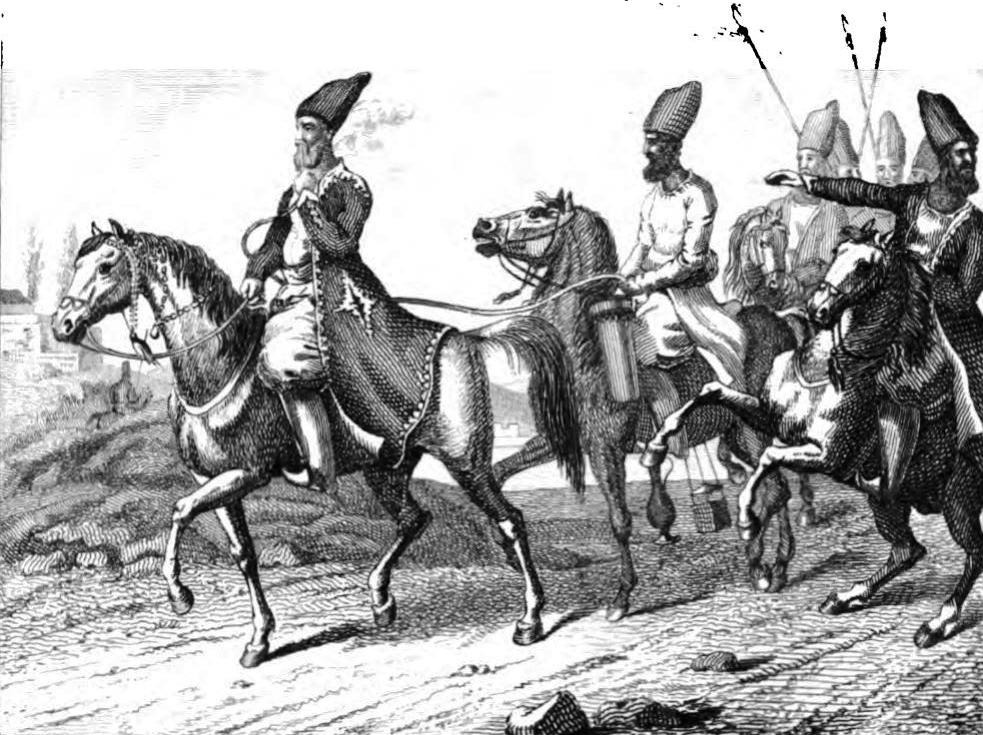
نبيل فارسي متوجه إلى الحرب وهو يدخن الشيشة مع الفرق الفارسية

الحرب العثمانية القاجارية (1821-1823) أو الحرب العثمانية الفارسية (1821-1823) وقد تسمى الحرب العثمانية الصفوية (1821-1823)

## الأسباب
كان التوتر بين الإمبراطوريتين في الارتفاع بسبب إيواء الإمبراطورية العثمانية و السلطان محمود الثاني رجال القبائل المتمردة من أذربيجان المحتلة من قبل إيران. كما كانت القيصرية الروسية تخطط سرا لأشعال حرب لتضغط على الإمبراطورية العثمانية، التي كانت في حالة حرب مع اليونانيين، الذين كانوا يتلقون السلاح و الدعم من روسيا .

## الحرب
ولي العهد عباس ميرزا من بلاد فارس، بتحريض من الإمبراطورية الروسية، غزى أرمينيا الغربية والمناطق المحيطة بها أذربيجان الجنوبية. وهزم محمد علي ميرزا حاكم بغداد الذي حاول غزو فارس ثم بعد ذلك حاصر بغداد نفسها، وفاته المبكرة أوقفت الحصار. وفي الوقت نفسه، سار عباس ميرزا في شرق الأناضول مع 30,000 جندي، والتقى جيش العثماني من 50,000 مقاتل في معركة أرضروم، وسجل هزيمة ساحقة على العثمانيين على الرغم من قلة عدد قواته و أن الجيش كان يعاني من وباء الكوليرا.
بفضل حملة التعديلات الأخيرة، فإن ما يسمى ب «النظام- الجديد» الإصلاحات في الجيش الفارسي وفقا لأحدث الطرز الأوروبية بفضل أخو عباس ميرزا، دولتشاه القاجاري، جعلت الجيش نوعيا متفوق بمراحل على الجيش العثماني منافسه اللدود، على الرغم من قلة عدده.

## نتيجة
لم يتم السلام الا بعد توقيع معاهدة أرضروم بعد عامين. اعترف بالحدود السابقة، مع عدم وجود أي تغيرات إقليمية. وشملت أيضا في المعاهدة، ضمان وصول الحجاج الفرس إلى الأماكن المقدسة داخل الإمبراطورية العثمانية، الفائدة الأكبر لروسيا و حلفائها بالبلقان بأضعاف العثمانيين.